# بابل حبيبتي (فلم)
بابل حبيبتي هو أول تعاون عراقي مصري في مجال الأفلام، تم تصويره في العراق في منتصف الثمانينات إبان الحرب العراقية الإيرانية. وقصة الفلم هي: دعوة وفد مصري إلى مهرجان بابل والمدعون هم من علماء الآثار وفنانين وإعلاميين، ومن بين المدعون وفد تليفزيونى مصري يرأسه أحد علماء الآثار يلتقي هذا العالم بفتاة عراقية جميلة تحمل ملامح عراقية، ويعطي شكلها، الإيحاء بأنها أميرة سومرية وعند سؤاله عن اسمها تقول أميرة، فيعتقد عالم الآثار أن حلمه بدأ يتجسد أمامه وتبدأ مجموعة من المواقف الكوميدية. الفلم للمخرج العراقي فيصل الياسري ومن تأليف العراقي محمد الجنابي واشترك به كل من الممثلين العراقيين وهم: هند كامل -سامي قفطان- بدري حسون فريد- محسن العزاوي- يوسف العاني- محمد حسين عبد الرحيم وغيرهم. والممثلين المصرين هم: يحيى الفخراني- سماح أنور- أحمد عبد العزيز.

## وصلات خارجية
- مقالات تستعمل روابط فنية بلا صلة مع ويكي بيانات